# Torneo Clausura 2000 (El Salvador)
El Torneo Clausura 2000 (llamado Copa CLIMA) fue el cuarto torneo corto desde la creación del formato de un campeonato Apertura y Clausura, que se juega en la Primera División. Luis Ángel Firpo se proclamó campeón por séptima vez en su historia, y segunda en este tipo de competencia. 

## Formato de competencia
El torneo clausura se desarrolla de la misma forma que el torneo de temporada anterior, en dos fases:
- Fase de clasificación: los dieciocho días del campeonato.
- Fase final: los partidos de ida y vuelta que van desde las semifinales hasta la final.

### Fase de clasificación
Durante la fase de clasificación, los diez equipos se enfrentan a los otros nueve equipos dos veces según un calendario elaborado al azar. Los cuatro mejores equipos se clasifican para las semifinales, mientras que el último desciende a la Segunda División .
La clasificación se basa en la escala de puntos clásica (victoria a 3 puntos, empate a 1, derrota a 0). El desempate final se basa en los siguientes criterios:
- El número de puntos.
- La diferencia de goles general.
- El número de goles marcados.

## Equipos participantes

### Equipos por departamento
| Departamento | N.º | Equipos                 |
| ------------ | --- | ----------------------- |
| San Salvador | 2   | Alianza, Atlético Marte |
| San Miguel   | 2   | Águila, Dragón          |
| Santa Ana    | 1   | FAS                     |
| La Libertad  | 1   | ADET                    |
| Usulután     | 1   | Luis Ángel Firpo        |
| La Unión     | 1   | Municipal Limeño        |
| La Paz       | 1   | Santa Clara             |
| Sonsonate    | 1   | Juventud Olímpica       |

### Información de los equipos
| Equipo            | Entrenador          | Ciudad             | Estadio                |
| ----------------- | ------------------- | ------------------ | ---------------------- |
| ADET              | Juan Quarentone     | Talnique           | Hanz Usko              |
| Águila            | Hugo Coria          | San Miguel         | Juan Francisco Barraza |
| Alianza           | Manuel Oberti       | San Salvador       | Cuscatlán              |
| Atlético Marte    | Juan Ramón Paredes  | San Salvador       | Cuscatlán              |
| Dragón            | Nelson Brizuela     | San Miguel         | Juan Francisco Barraza |
| FAS               | Ricardo Mena Laguán | Santa Ana          | Óscar Alberto Quiteño  |
| Juventud Olímpica | Luis Ángel León     | Sonsonate          | Ana Mercedes Campos    |
| Luis Ángel Firpo  | Julio Escobar       | Usulután           | Sergio Torres Rivera   |
| Municipal Limeño  | Rubén Alonso        | Santa Rosa de Lima | Ramón Flores Berríos   |
| Santa Clara       | Saúl Molina         | San Luis Talpa     | Desconocido            |

### Cambio de entrenadores

#### Pretemporada
| Equipo            | Entrenador saliente   | Tipo de salida | Fecha de salida | Reemplazado por     | Fecha de llegada |
| ----------------- | --------------------- | -------------- | --------------- | ------------------- | ---------------- |
| FAS               | Rubén Guevara         | Desconocido    | 2000            | Ricardo Mena Laguán | 2000             |
| Juventud Olímpica | Genaro Sermeño        | Despedido      | 2000            | Luis Ángel León     | 2000             |
| Municipal Limeño  | Óscar Emigdio Benítez | Desconocido    | 2000            | Rubén Alonso        | 2000             |
| Alianza           | Reno Renucci          | Desconocido    | 1999            | Manuel Oberti       | 1999             |
| Atlético Marte    | José Luis Rugamas     | Desconocido    | 2000            | Juan Ramón Paredes  | 2000             |

#### Durante el torneo
| Equipo      | Entrenador saliente            | Tipo de salida | Fecha de salida     | Reemplazado por | Fecha de llegada |
| ----------- | ------------------------------ | -------------- | ------------------- | --------------- | ---------------- |
| Santa Clara | Manuel Mejía y Pedro Interiano | Despedido      | 16 de marzo de 2000 | Saúl Molina     | marzo de 2000    |

## Tabla general
| Pos.                  | Equipos               | PJ  | PG | PE | PP | GF  | GC  | Dif. | Pts. |
| --------------------- | --------------------- | --- | -- | -- | -- | --- | --- | ---- | ---- |
| 1.                    | Águila                | 18  | 8  | 7  | 3  | 29  | 17  | +12  | 31   |
| 2.                    | ADET                  | 18  | 8  | 6  | 4  | 30  | 19  | +11  | 30   |
| 3.                    | FAS                   | 18  | 8  | 5  | 5  | 29  | 19  | +10  | 29   |
| 4.                    | Luis Ángel Firpo      | 18  | 8  | 5  | 5  | 23  | 15  | +8   | 29   |
| 5.                    | Alianza               | 18  | 8  | 5  | 5  | 33  | 21  | +12  | 29   |
| 6.                    | Municipal Limeño      | 18  | 5  | 9  | 4  | 17  | 21  | -4   | 24   |
| 7.                    | Dragón                | 18  | 5  | 6  | 7  | 21  | 27  | -6   | 21   |
| 8.                    | Atlético Marte        | 18  | 3  | 10 | 5  | 20  | 27  | -7   | 19   |
| 9.                    | Juventud Olímpica     | 18  | 2  | 7  | 9  | 19  | 38  | -19  | 13   |
| 10.                   | Santa Clara           | 18  | 2  | 6  | 10 | 16  | 33  | -17  | 12   |
| Equipos Clausura 2000 | Equipos Clausura 2000 | 180 | 57 | 66 | 57 | 237 | 237 | 0    | 180  |

|  | Líder, clasificado para las semifinales. |
|  | Clasificados para las semifinales.       |
|  | Riesgo del descenso.                     |

## Fase final

### Eliminatorias
|  | Semifinales                            | Semifinales                            | Semifinales                            | Semifinales                            | Semifinales                            |   |    | Final            | Final      | Final      |  |
|  | 22 de junio (ida) 23 de junio (vuelta) | 22 de junio (ida) 23 de junio (vuelta) | 22 de junio (ida) 23 de junio (vuelta) | 22 de junio (ida) 23 de junio (vuelta) | 22 de junio (ida) 23 de junio (vuelta) |   |    | 1 de julio       | 1 de julio | 1 de julio |  |
|  |                                        |                                        |                                        |                                        |                                        |   |    |                  |            |            |  |
|  |                                        |                                        |                                        |                                        |                                        |   |    |                  |            |            |  |
|  | 1°                                     | Águila                                 | 2                                      | 0                                      | 2                                      |   |    |                  |            |            |  |
|  | 1°                                     | Águila                                 | 2                                      | 0                                      | 2                                      |   |    |                  |            |            |  |
|  | 4°                                     | Luis Ángel Firpo                       | 2                                      | 2                                      | 4                                      |   |    |                  |            |            |  |
|  | 4°                                     | Luis Ángel Firpo                       | 2                                      | 2                                      | 4                                      |   | 4° | Luis Ángel Firpo | 1 (10)     |            |  |
|  |                                        |                                        |                                        |                                        |                                        |   | 4° | Luis Ángel Firpo | 1 (10)     |            |  |
|  |                                        |                                        | 2°                                     | ADET                                   | 1 (9)                                  |   |    |                  |            |            |  |
|  | 2°                                     | ADET                                   | 2°                                     | ADET                                   | 1 (9)                                  | 0 | 2  | 2                |            |            |  |
|  | 2°                                     | ADET                                   |                                        |                                        |                                        | 0 | 2  | 2                |            |            |  |
|  | 3°                                     | FAS                                    | 2                                      | 0                                      | 2                                      |   |    |                  |            |            |  |
|  | 3°                                     | FAS                                    | 2                                      | 0                                      | 2                                      |   |    |                  |            |            |  |
|  |                                        |                                        |                                        |                                        |                                        |   |    |                  |            |            |  |

### Semifinales
| Fechas           | Local en la vuelta | Global | Local en la ida  | Ida   | Vuelta | Llave |
| ---------------- | ------------------ | ------ | ---------------- | ----- | ------ | ----- |
| 22 y 23 de junio | Águila             | 2 - 4  | Luis Ángel Firpo | 2 - 2 | 0 - 2  | 1     |
| 22 y 23 de junio | ADET               | 2 - 2  | FAS              | 0 - 2 | 2 - 0  | 2     |

### Final
| 1 de julio de 2000 | ADET                     | 1 - 1 (9 - 10 p.) | Luis Ángel Firpo  | Estadio Cuscatlán, San Salvador |  |
|                    | J.C. Panameño 61' (pen.) |                   | 39' M. Dos Santos |                                 |  |

|                                     |
| Campeón Luis Ángel Firpo 7.° título |

## Tabla acumulada
| Pos. | Equipos           | PJ | PG | PE | PP | GF | GC | Dif. | Pts. |
| ---- | ----------------- | -- | -- | -- | -- | -- | -- | ---- | ---- |
| 1.   | Águila            | 36 | 17 | 13 | 6  | 61 | 29 | 32   | 64   |
| 2.   | FAS               | 36 | 17 | 8  | 11 | 58 | 33 | 25   | 59   |
| 3.   | Alianza           | 36 | 16 | 11 | 9  | 52 | 32 | 20   | 59   |
| 4.   | Municipal Limeño  | 36 | 15 | 14 | 7  | 40 | 33 | 7    | 59   |
| 5.   | Luis Ángel Firpo  | 36 | 15 | 10 | 11 | 44 | 31 | 13   | 55   |
| 6.   | ADET              | 36 | 14 | 12 | 10 | 50 | 38 | 12   | 54   |
| 7.   | Dragón            | 36 | 10 | 12 | 14 | 39 | 47 | -8   | 42   |
| 8.   | Atlético Marte    | 36 | 6  | 18 | 12 | 37 | 52 | -15  | 36   |
| 9.   | Santa Clara       | 36 | 8  | 8  | 20 | 34 | 62 | -28  | 32   |
| 10.  | Juventud Olímpica | 36 | 4  | 10 | 22 | 27 | 85 | -58  | 22   |

|  | Repechaje por el no descenso. |
|  | Descendido.                   |